# Maurice Pollack
Pour les articles homonymes, voir Pollack.
Maurice Pollack (28 janvier 1885 - 16 décembre 1968) est un commerçant et un philanthrope canadien.

## Biographie
Né à Kanele, Kiev en Ukraine, il arrive au Canada en 1902 et s’installe à Québec où il démarre un magasin à rayons à l’âge de 20 ans dans le quartier Saint-Roch de Québec sous le nom de M. Pollack Limitée, qui devient une des plus grosses entreprises de la région. Il devient une personne très prospère pour se permettre de prendre sa retraite et se consacrer à la philanthropie.
En 1951, Maurice Pollack inaugure sur le Boulevard Charest un tout nouveau magasin qui vaudra à ses architectes un concert d’éloges dans les revues spécialisées. On vante ses lignes sobres et modernes et l’efficacité de ses vitrines illuminées de type « showcase » qui s’étendent sur tout le rez-de-chaussée et attirent l’attention des clients 24 heures par jour. Le grand magasin Pollack est le premier à souffrir des changements d’habitudes des consommateurs, qui commencent à magasiner dans les centres commerciaux des banlieues dotés d’immenses stationnements gratuits. Le magasin ferme ses portes en 1978.

## La Fondation Maurice-Pollack
En 1955, Maurice Pollack crée une fondation pour venir en aide aux organisations canadiennes. Il en devient président jusqu’à sa mort. Son fils, Charles prendra la relève à la suite de son père. 
La fondation alloua la plupart de ses fonds aux institutions du Québec, notamment à l’Université Laval, l’Université McGill, l’Orchestre symphonique de Québec et celui de Montréal. En 1966, la Fondation créée un fond pour la construction d’une salle de concert à l’Université McGill.
La Fondation a aussi remis des sommes pour l’Hôpital de réhabilitation juif ainsi que pour le centre culturel Pollack au Temple Emanu-El-Beth Sholom (en) à Westmount.

## Reconnaissance et Hommages

### Prix Maurice-Pollack
Le prix Maurice Pollack est présenté aux personnes québécoises en reconnaissance de leurs efforts concernant l’accès équitable à la création d’emplois pour les communautés culturelles et pour les minorités visibles comme accommodement face à la diversité ethnoculturelle et à l’adaptation des services dans les milieux de travail. Le Prix honore deux candidats, un au niveau des entreprises et organisations publique et parapublique, ainsi un candidat au niveau des entreprises et organisations du secteur privé.

### Pavillon Maurice-Pollack

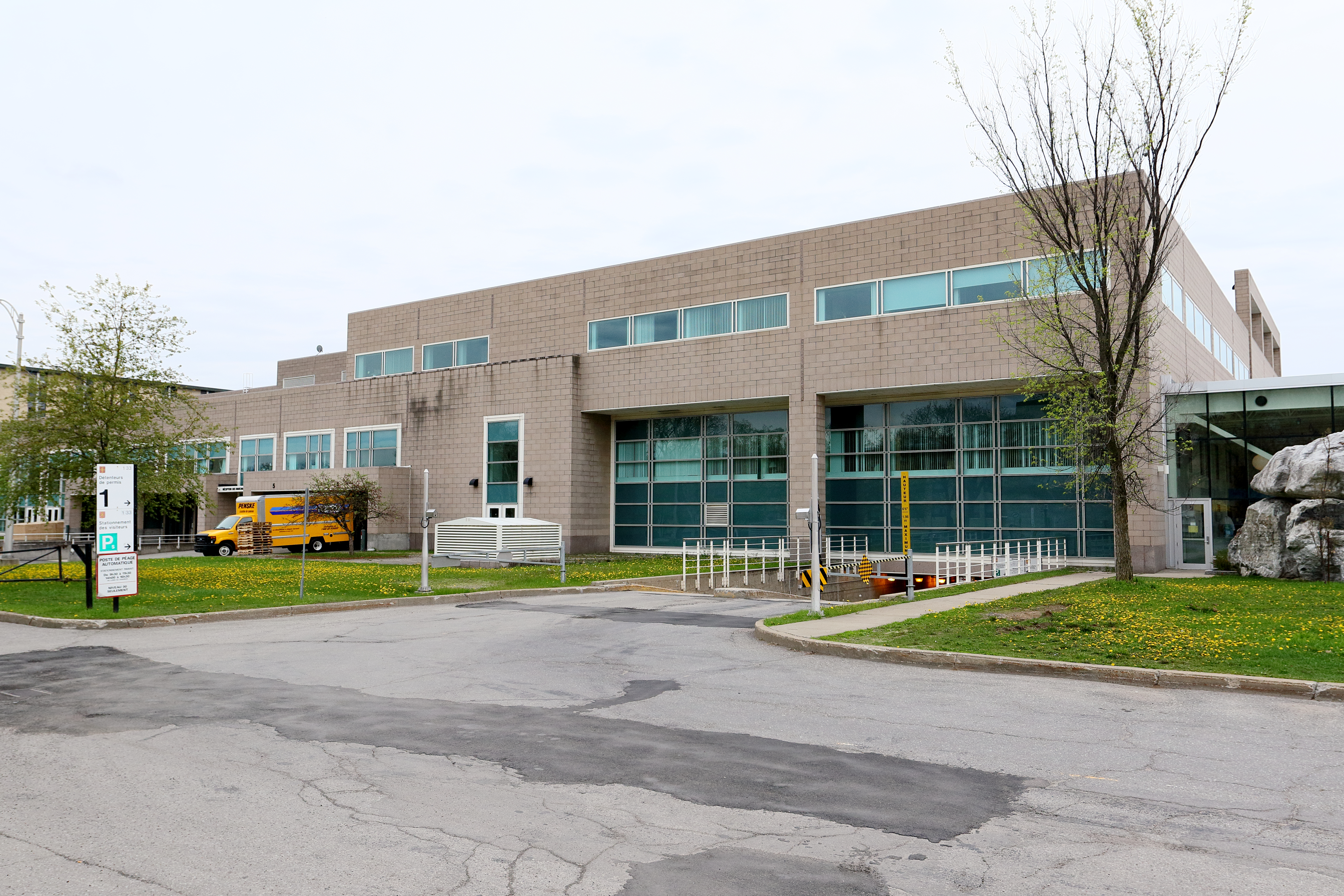
Pavillon Maurice-Pollack

Le Pavillon des services aux étudiants de l’Université Laval a été nommé d'après Maurice-Pollack. Sa fondation a été contributeur à sa construction. Il fut décidé de le nommer en son honneur en 1957

### Pavillon Pollack
Un pavillon de l'école secondaire anglophone de Québec, Le Québec High School est au nom Pollack. 

### Salle de concert Pollack
Le Pollack Hall est une salle de concert présente à l'Université McGill à Montréal dans l'édifice de musique Strathcona de l'École de musique Schulich. La salle a été inaugurée le 10 avril 1975.

### Rue
La rue Maurice-Pollack a été nommée en son honneur dans la ville de Sainte-Foy le 6 avril 1987 maintenant présente dans la ville de Québec. Il avait une résidence secondaire dans cette ville dans les années 1950 et 60.

## Vie privée

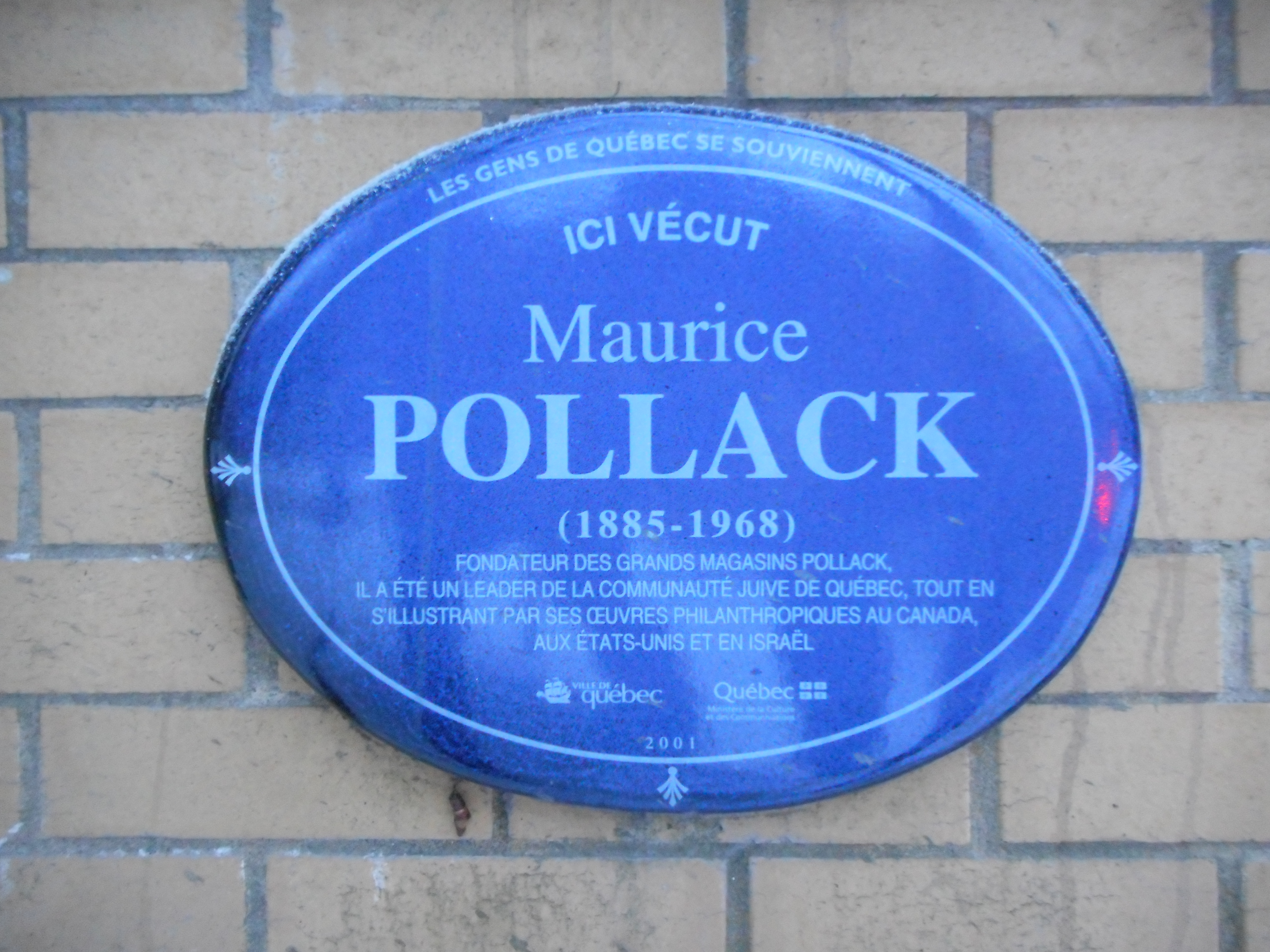
Plaque Maurice Pollack

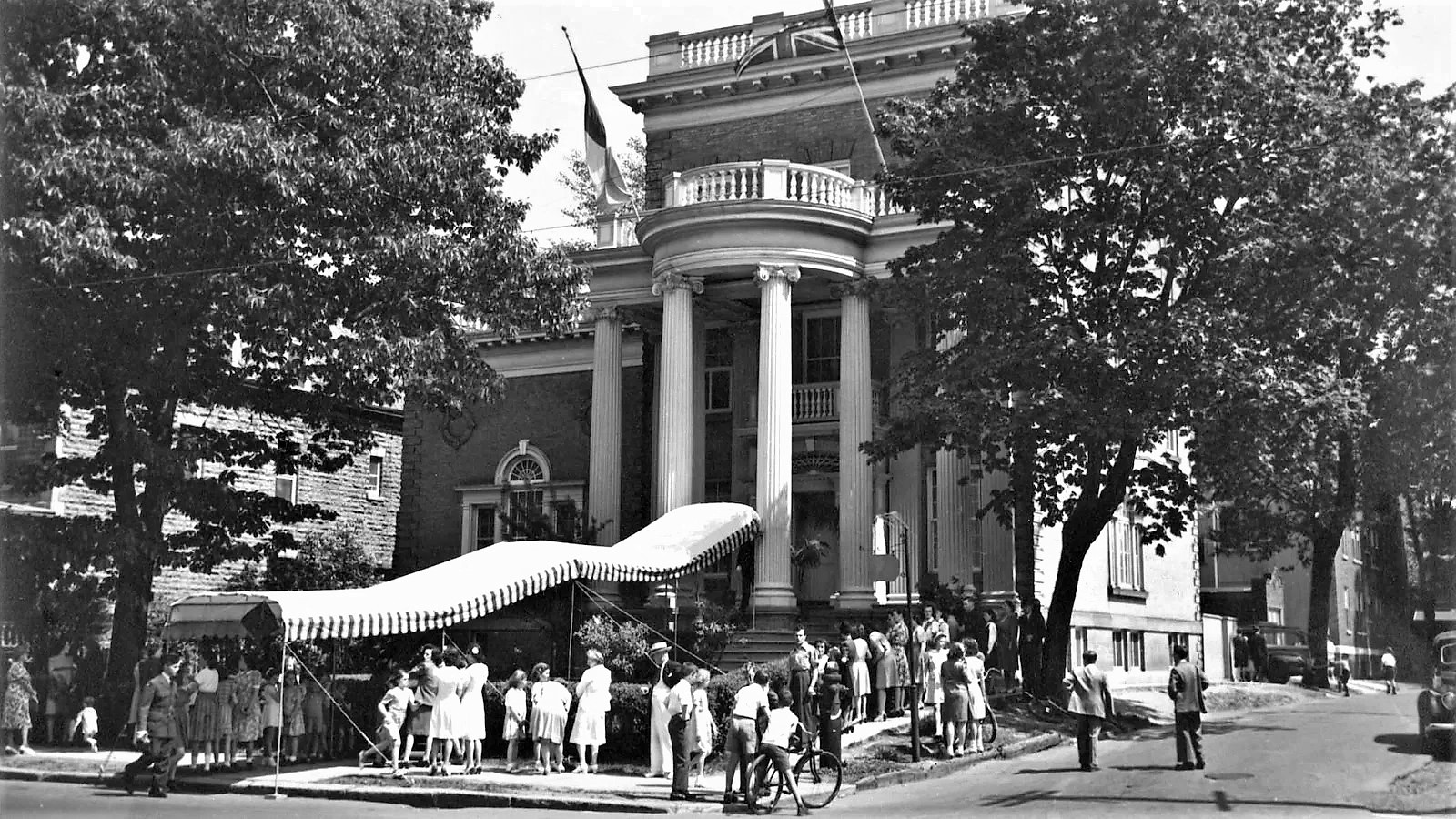
Maison Pollack (1944)

Maurice Pollack réside au 1 Grande Allée comme commerçant bien en vue de Québec. Sa maison construite en 1909-1910 possède 6 colonnes romaines devant l'entrée principale de sa résidence. Une plaque commémorative épigraphe indiquant l'histoire de cette résidence a été apposée devant l'entrée pour indiquer que M. Pollack y vécut. Il y réside de 1930 à 1948. 
Sa résidence sera présente dans l'actualité de la ville de Québec dans les années 2000 à 2020 en raison de son mauvais entretien et de son apparence quelconque par un de ses propriétaires. La maison a été achetée par la Ville de Québec en 2021 pour en faire une Maison de rassemblements et de communication entre les diverses communautés de la ville.